# Estació d'Alcover
Alcover és una estació de ferrocarril propietat d'Adif situada a l'est de la població d'Alcover,  a la comarca de l'Alt Camp. L'estació es troba a la línia Tarragona-Reus-Lleida i hi tenen parada trens de la línia R14 dels serveis regionals de Rodalies de Catalunya, operat per Renfe Operadora.
Aquesta estació es va posar en funcionament l'any 1863 quan va entrar en servei el tram construït per la Companyia del Ferrocarril de Reus a Montblanc (posteriorment LRT) entre Reus (1856) i Montblanc.
L'estació compta amb aparcaments de vehicles privats i bicicletes. L'edifici de l'estació acostuma a estar tancat. L'estació ha estat remodelada recentment. L'any 2016 va registrar l'entrada de 8.000 passatgers.

## Serveis ferroviaris
| Serveis regionals de Rodalies de Catalunya |                        |       |                   |                             |
| Procedència/Destinació                     | <                      | Línia | >                 | Procedència/Destinació      |
| Lleida Pirineus                            | La Plana - Picamoixons |       | La Selva del Camp | Barcelona-Estació de França |

## Galeria

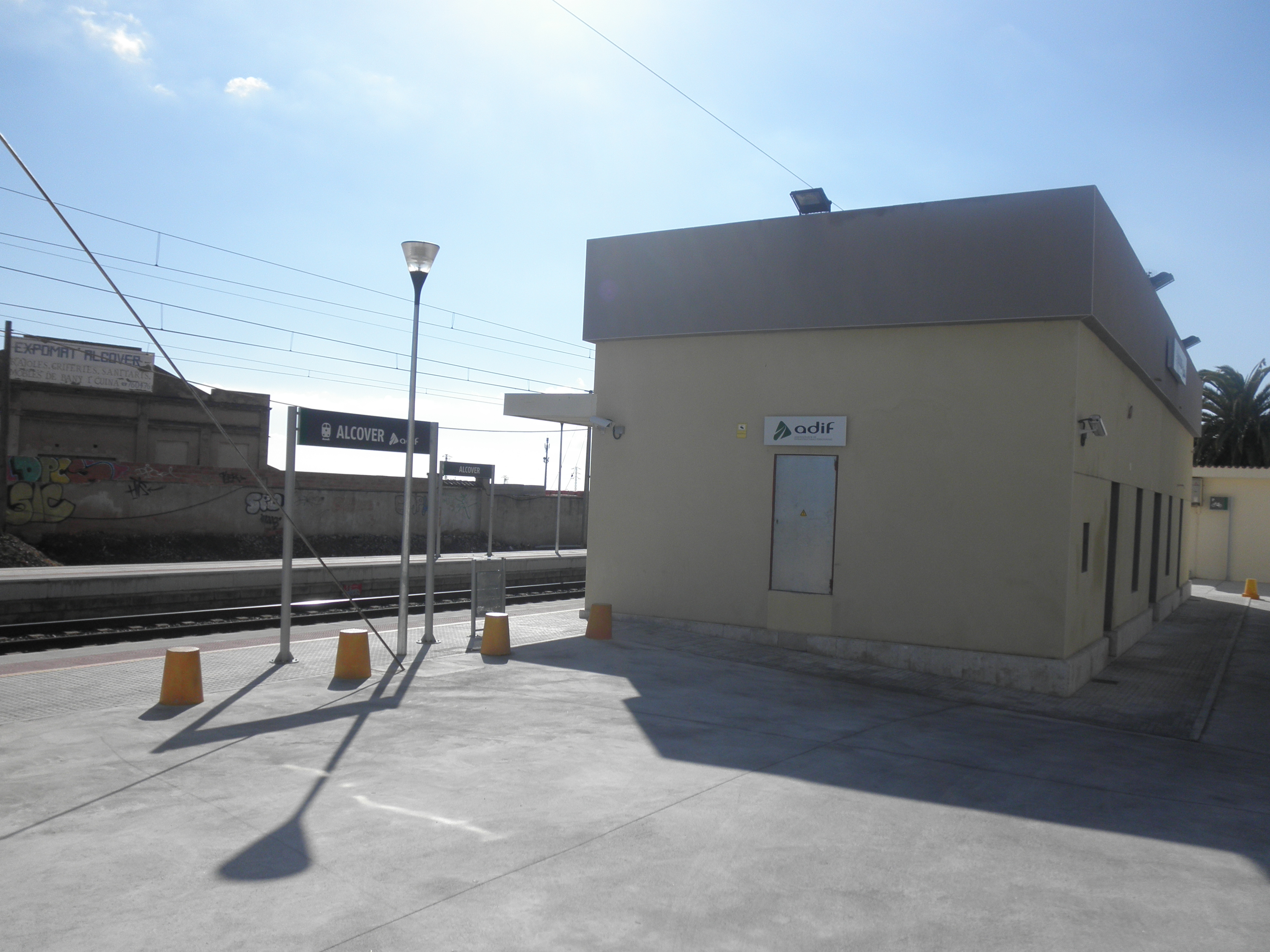
Estació d'Alcover des de la seva entrada al carrer.
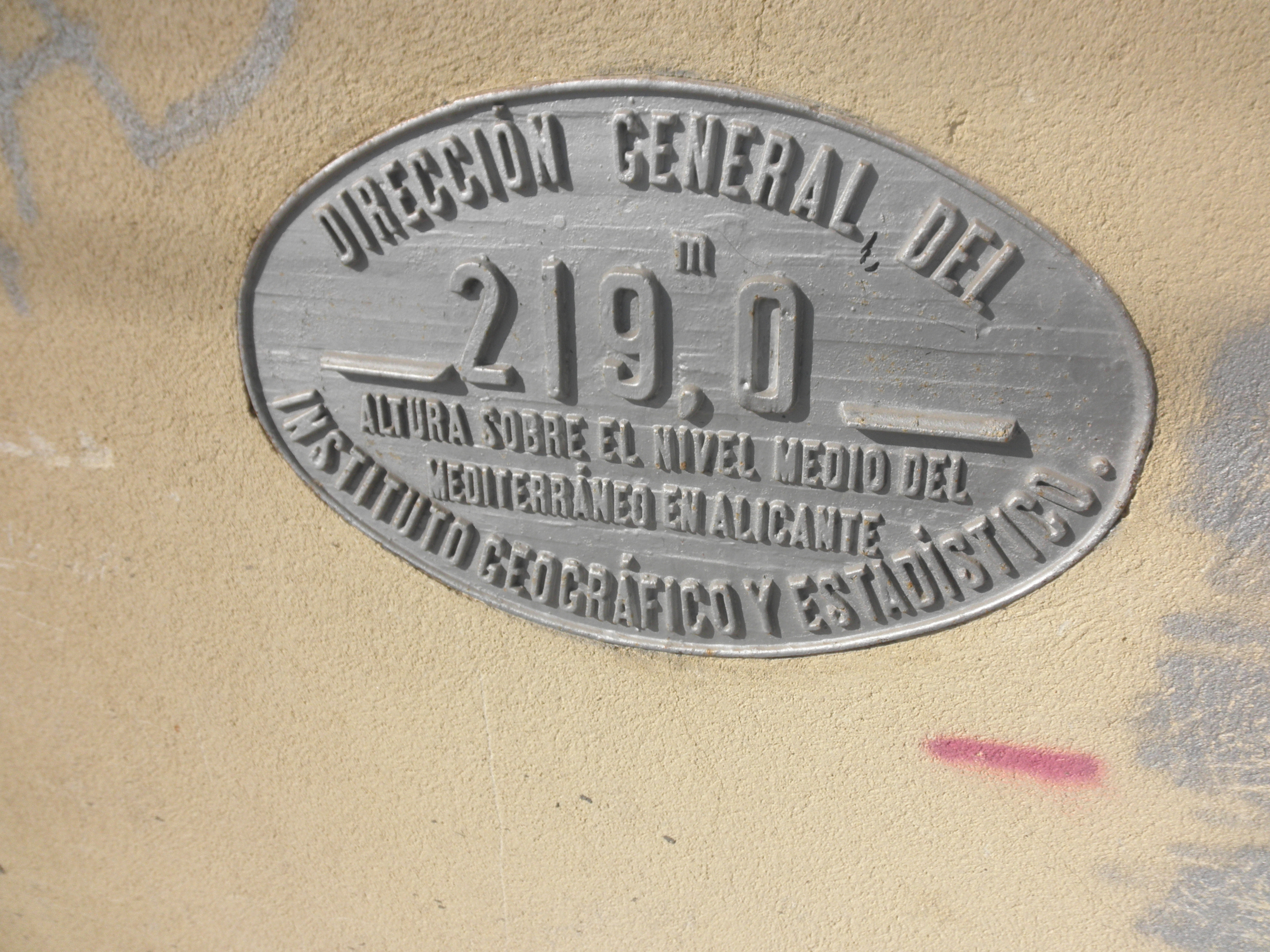
Altura sobre el nivell del mar de l'estació (219 metres).